# Nagydorog
Nagydorog é uma vila da Hungria, situada no condado de Tolna. Tem 41,44 km² de área e sua população em 2019 foi estimada em 2.576 habitantes.